# Dżisr asz-Szughur
Dżisr asz-Szughur (arab. ‏جسر الشغور‎ [dʒɪsr aʃˈʃuɣuːr]) – miasto w północno-zachodniej Syrii w muhafazie Idlibu, nad Orontesem.

## Historia
W spisie z 2004 roku liczyło 39917 mieszkańców.

### Wojna w Syrii
Na wczesnym etapie konfliktu, w czerwcu 2011, w Dżisr asz-Szughur doszło do krwawych rozruchów, w których uzbrojeni rebelianci zamordowali ponad 120 osób, w tym 82 funkcjonariuszy zabitych podczas ataku na posterunek. Po tym wydarzeniu w Dżisr asz-Szughur interweniowała syryjska armia przywracając porządek. Miasto praktycznie opustoszało, gdyż większość mieszkańców uciekła do Turcji, a także do Latakii.
W kwietniu 2015 roku miasto zajęła tzw. Armia Podboju, koalicja ugrupowań dżihadystów. Odtąd stało się ono bazą cudzoziemskich ujgurskich mudżahedinów z Islamskiej Partii Turkiestanu (TIP). Terroryści TIP-u sprowadzili do Dżisr swoje rodziny i kolejnych dżihadystów, łącznie osiedliło się w nim około 3500 osób.